# Megapsyrassa atkinsoni
Megapsyrassa atkinsoni là một loài bọ cánh cứng trong họ Cerambycidae.